# Zrówieńka bieszczadzka
Zrówieńka bieszczadzka (Isophya stysi) – gatunek owada prostoskrzydłego z rodziny pasikonikowatych (Tettigoniidae). Występuje jedynie w środkowej Europie, do tej pory stwierdzono ją w Rumunii, Słowacji, na Węgrzech, Ukrainie i w Polsce. 
Po raz pierwszy w Polsce gatunek ten znaleziono podczas badań terenowych prowadzonych w Bieszczadach w latach 1964–1970. Zrówieńkę bieszczadzką wykazano wówczas na jednym tylko stanowisku, w pobliżu Rozsypańca. W XXI wieku, pomimo poszukiwań nie udało się potwierdzić tych obserwacji. Niespodziewanie, w latach 2011–2021 odnaleziono kilka stanowisk tego gatunku w Beskidzie Niskim, a także jedno niewielkie w okolicy Krosna.
W Polsce, podobnie jak w sąsiednich krajach, gatunek ten preferuje bujne, ekstensywnie użytkowane łąki i ziołorośla. Głównym zagrożeniem dla tego gatunku jest zanikanie siedlisk związane ze zmianami w gospodarce rolnej, np. zbyt wczesne koszenie, zmiana przeznaczenia gruntów, a także sukcesja wtórna.
W Polsce zimują jaja. Larwy wylęgają się w maju, natomiast osobniki dorosłe można spotkać od początku lipca do końca września, przy czym ich liczebność jest największa na początku tego okresu, a z czasem systematycznie maleje.
Choć pod względem morfologii jest podobna do pozostałych występujących w Polsce gatunków z rodzaju Isophya, zrówieńkę bieszczadzką łatwo rozpoznać po głosie. Samce strydulują w ciepłe popołudnia, wieczory i noce. Wydawany przez nie dźwięk jest bardzo krótki i powtarzany co kilka sekund, można go usłyszeć z odległości kilku metrów.
Międzynarodowa Unia Ochrony Przyrody (IUCN) uznaje zrówieńkę bieszczadzką za gatunek najmniejszej troski (LC – Least Concern). Na terenie Polski gatunek ten jest objęty ścisłą ochroną gatunkową.